# Myxexoristops bicolor
Myxexoristops bicolor là một loài ruồi trong họ Tachinidae.